# Elbbrückenquartier
Das Elbbrückenquartier ist das östlichste Quartier der Hamburger HafenCity im Bezirk Hamburg-Mitte. Es befindet sich in der Entstehung und ist als letztes zu bebauendes Quartier neben dem Überseequartier das zweite urbane Zentrum der HafenCity. Wesentlicher Anteil der Nutzung entfällt mit 50 % auf Büros, ein kleiner Anteil auf Gewerbe, Hotellerie und Sondernutzungen und zu 40 % entsteht Wohnraum.

Lage des Elbbrückenzentrums (rot) innerhalb des HafenCity-Projekts (hellrot)

## Lage
Das Quartier liegt im äußersten Osten der HafenCity und umfasst den Bereich rund um die Elbbrücken und den östlichen Teil des historischen Baakenhafens. Es grenzt im Westen an das gleichnamige Teilquartier und wird im Norden durch die Eisenbahn-Hochtrasse der Pfeilerbahn, im Osten vom Oberhafen-Kanal und im Süden durch die Norderelbe begrenzt. Die Eisenbahntrasse verläuft zusätzlich durch den östlichen Quartiersteil.

## Nutzung
Das vom Züricher Architektenbüro Hosoya Schaefer Architects entworfene Elbbrückenquartier soll über eine gemischte Nutzungsstruktur mit den Schwerpunkten Büro und Wohnen verfügen. Die Freiräume werden vom Berliner Atelier Loidl gestaltet. Der zentrale Freiraum des Quartiers ist dabei der 10.000 m² große Amerigo-Vespucci-Platz, der am östlichen Ende des Baakenhafens liegt. Dieser zentrale Platz sowie  ein Teil des Elbufers wird von Wohnnutzungen gesäumt. Als eine weitere Freiraumfläche entsteht mit dem Elbdünenpark eine Grünfläche am südlichen Kirchenpauerkai. Die entlang der Pfeilerbahn gelegenen Gebäude sowie das Elbbrückenzentrum sollen vorwiegend für Büronutzungen bereitgestellt werden. Etwa ein Drittel der ungefähr 1.400 geplanten Wohnungen wird gefördert. Punktuell sind Hotelnutzungen geplant, unter anderem im Elbbrückenzentrum. Die Erdgeschosszonen sind im Großteil des Quartiers für öffentlichkeitsbezogene Nutzungen wie Einzelhandel, Dienstleistungen und Gastronomie bestimmt.

## Städtebau
Die konkretisierten Planungen für das Quartier wurden am 26. Mai 2010 im Rahmen der Präsentation des überarbeiteten Masterplans für die östliche HafenCity vorgestellt. Zu diesem Zeitpunkt wurde der Name des Quartiers von Elbbrückenzentrum zu Elbbrücken geändert. Das Elbbrückenzentrum ist im neuen Masterplan der Name eines im Osten des Quartiers geplanten Hochhausensembles.

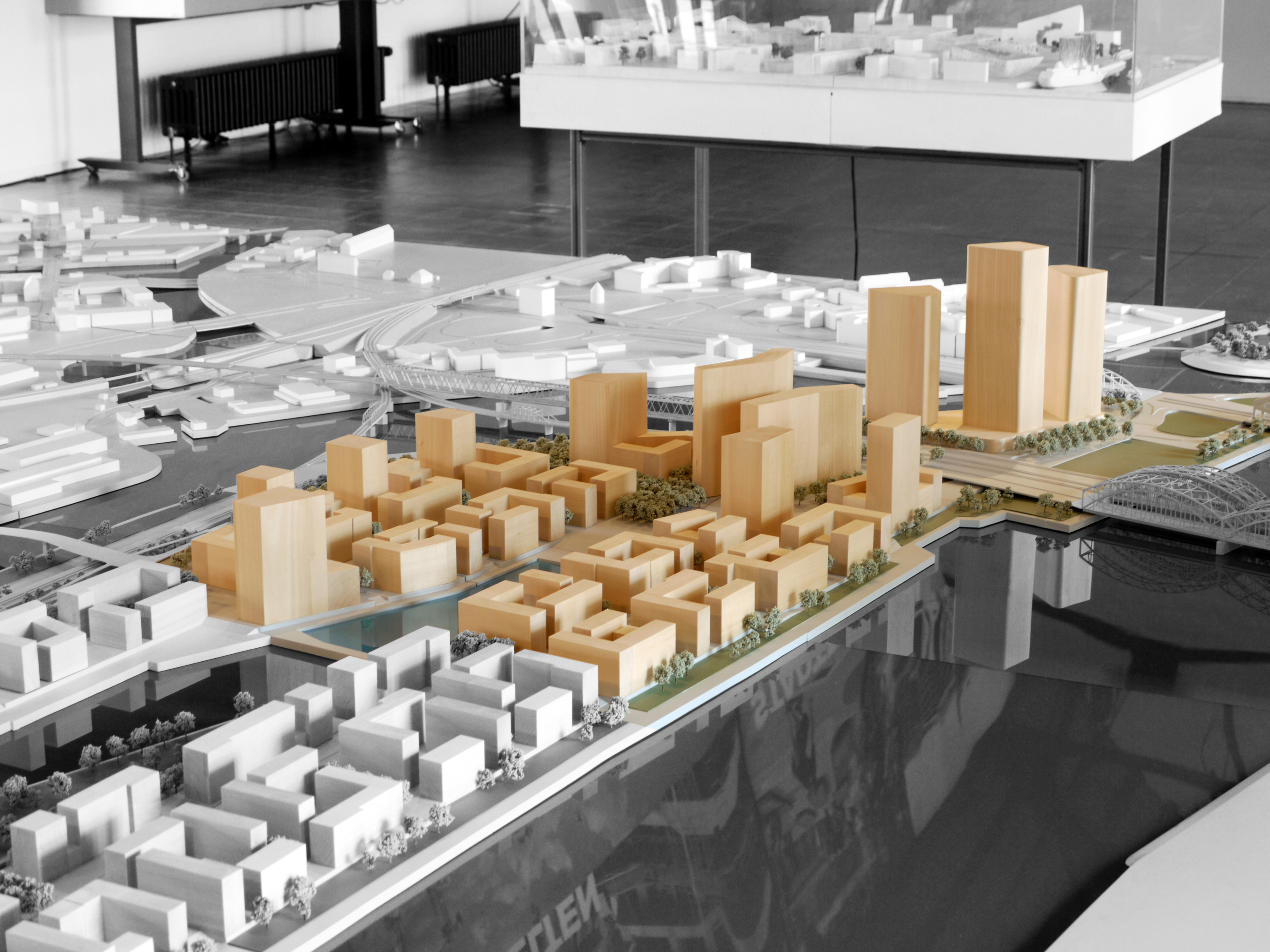
Modell gemäß dem überarbeiteten Masterplan
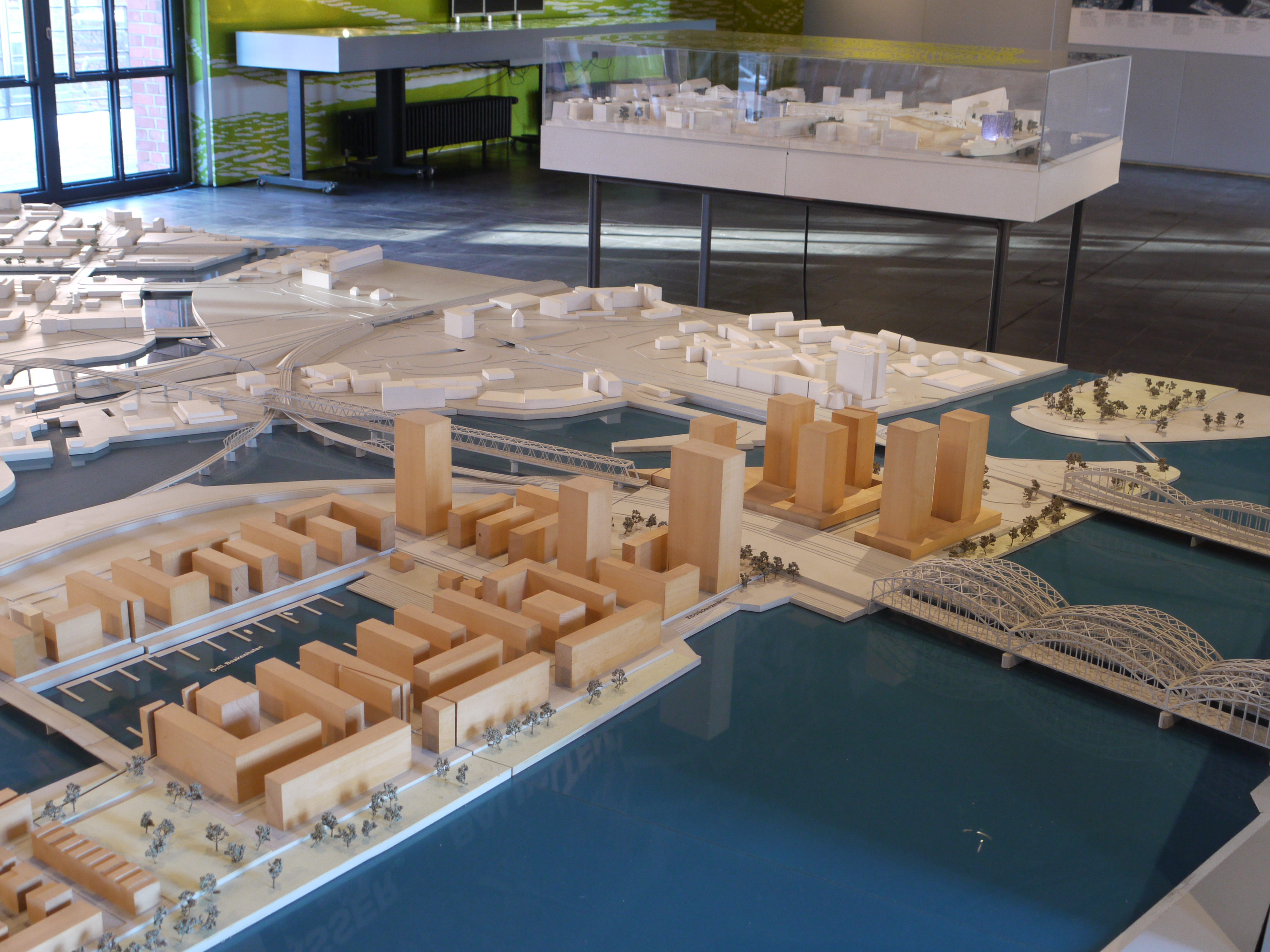
Modell gemäß dem alten Masterplan
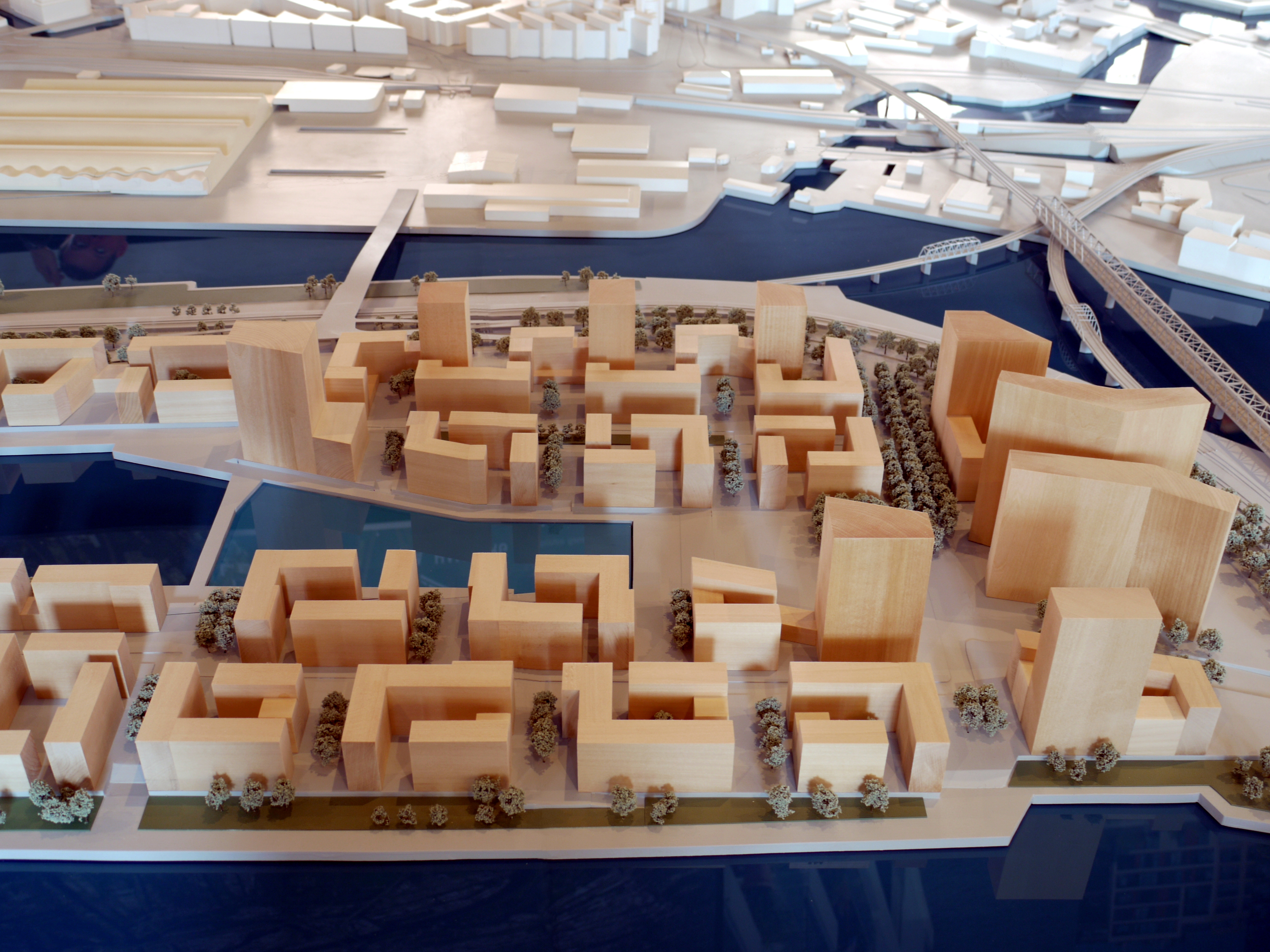
Zentraler Bereich des westlichen Quartiersteils

Die Änderungen des Masterplans umfassten in Hinblick auf städtebauliche Aussagen insbesondere folgende Punkte:
- Erweiterung des Quartiers nach Westen unter Verkleinerung des Nachbarquartiers Baakenhafen
- Umfangreiche Eingriffe in die Bestandsstruktur; der östliche Teil des Baakenhafens wird vom restlichen Teil getrennt und in ein tideunabhängiges, stehendes Gewässer umgewandelt und so stärker in die Platzgestaltung eingebunden
- Neugliederung und Verdichtung der Bebauung des westlichen Quartiersteils
- Konzentration der Hochhausbebauung auf weniger, dafür größere Gebäude
- klarere Staffelung der Gebäudehöhen von Westen nach Osten
- Zusätzliche Anbindung an die City Süd durch eine Straßenbrücke über den Oberhafen.

Das Quartier gliedert sich im Wesentlichen in einen westlichen und einen östlichen Teil; im Westen bildet der im Juni 2021 eröffnete Amerigo-Vespucci-Platz und der abgetrennte Teil des Baakenhafens den zentralen stadträumlichen Bezugspunkt, um den sich die sechs- bis siebengeschossigen Baublöcke gruppieren. Die Bebauungsstruktur orientiert sich wesentlich deutlicher an der Struktur des Quartiers Am Sandtorkai/Dalmannkai. 14-geschossige Solitäre am nördlichen Rand und im Osten rund um den Amerigo-Vespucci-Platz bilden den baulichen Rahmen des westlichen Teilquartiers. Das Gebiet östlich davon wird maßgeblich durch die genannte Hochhausgruppe geprägt, deren drei Einzelgebäude eine Höhe von rund 200 Metern bzw. 50 Geschosse haben werden. Sie wären damit nach dem Heinrich-Hertz-Turm die höchsten Bauwerke Hamburgs. Das Elbbrückenzentrum soll aufgrund seiner Lage eine repräsentative und markante Eingangssituation zur Hamburger Innenstadt für Benutzer der Elbbrücken aus südlicher Richtung formulieren.

## Entwicklung
Als erste Maßnahmen wurden 2013 die bestehenden Lagergebäude im Südteil des Quartiers abgerissen. Seit 2014 wurde die elbseitige Kaimauer saniert sowie die südliche Haupterschließungsstraße hergestellt. Weitere Straßen wurden seit 2015 gebaut, ebenso wurde die U-Bahn-Linie U4 an die Elbe verlängert. Die Berufsgenossenschaft für Gesundheitsdienst und Wohlfahrtspflege errichten am Elbufer ein gemeinsames Fortbildungszentrum in dem jährlich mehrere Tausend Seminarteilnehmer aus- und weitergebildet werden sollen. In unmittelbarer Nähe wurde der zukünftige Sitz des Elektrounternehmens Enerparc errichtet. Der Photovoltaic-Produzent, der bis dahin im Astra Tower in St. Pauli residierte, zog 2022 in den Bürokomplex an der Kirchenpauerstraße ein. Unmittelbar gegenüber bezog Vattenfall im Frühjahr 2024 rund 19.000 m² Bürofläche, die als neue Firmenzentrale des Energiekonzerns fungieren.

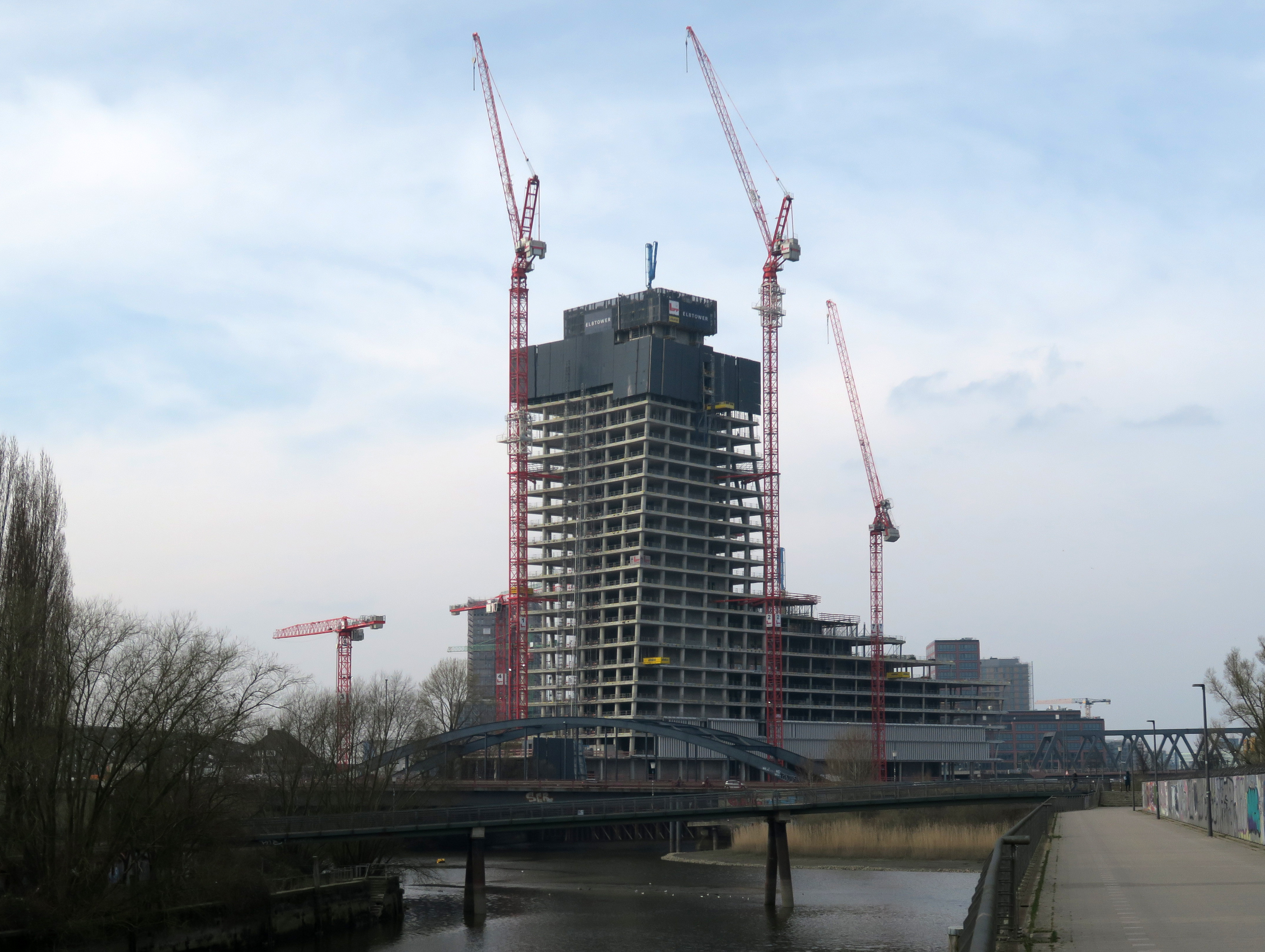
Elbtower im März 2024
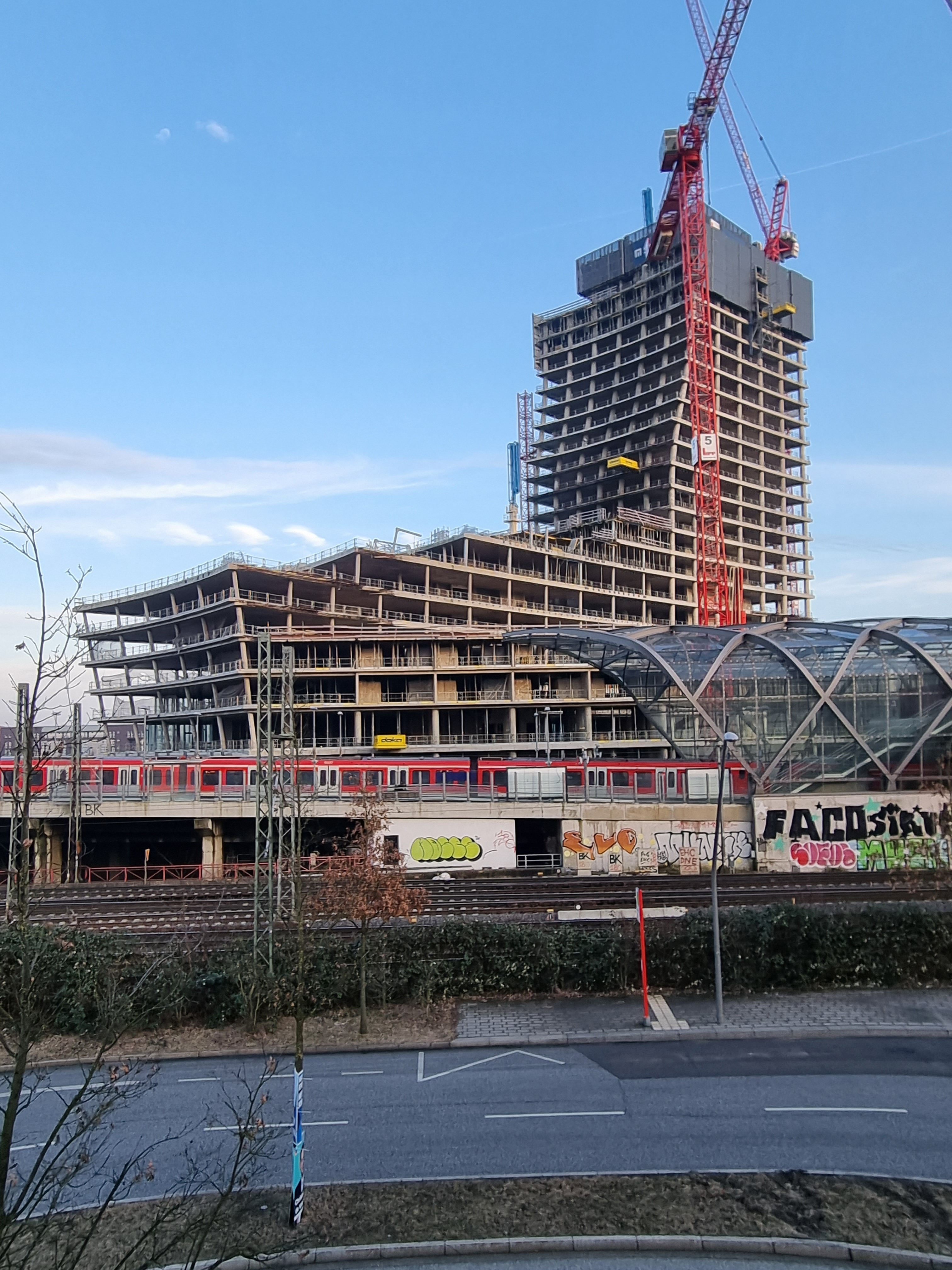
Elbtower im Februar 2025
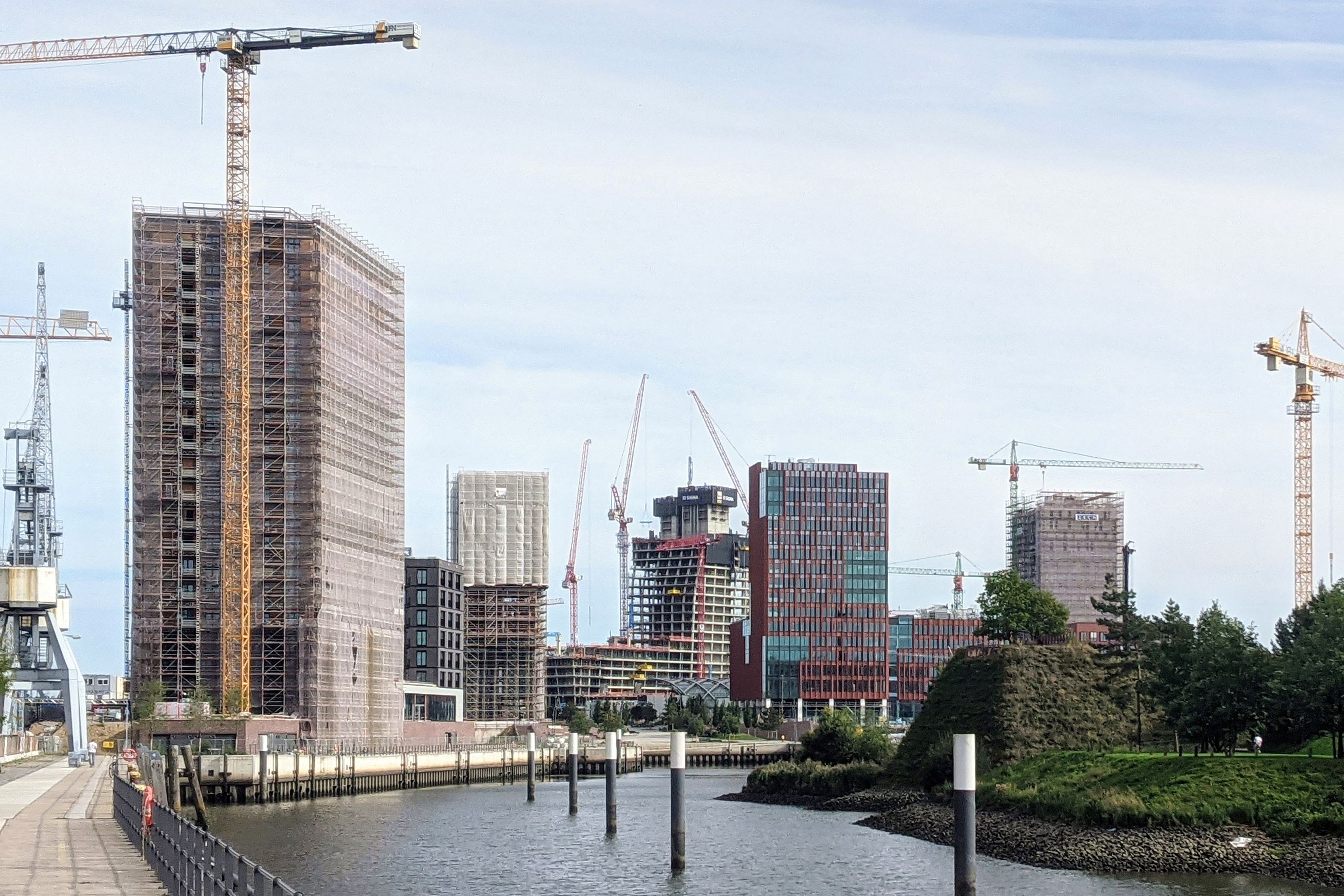
Elbbrückenquartier September 2023
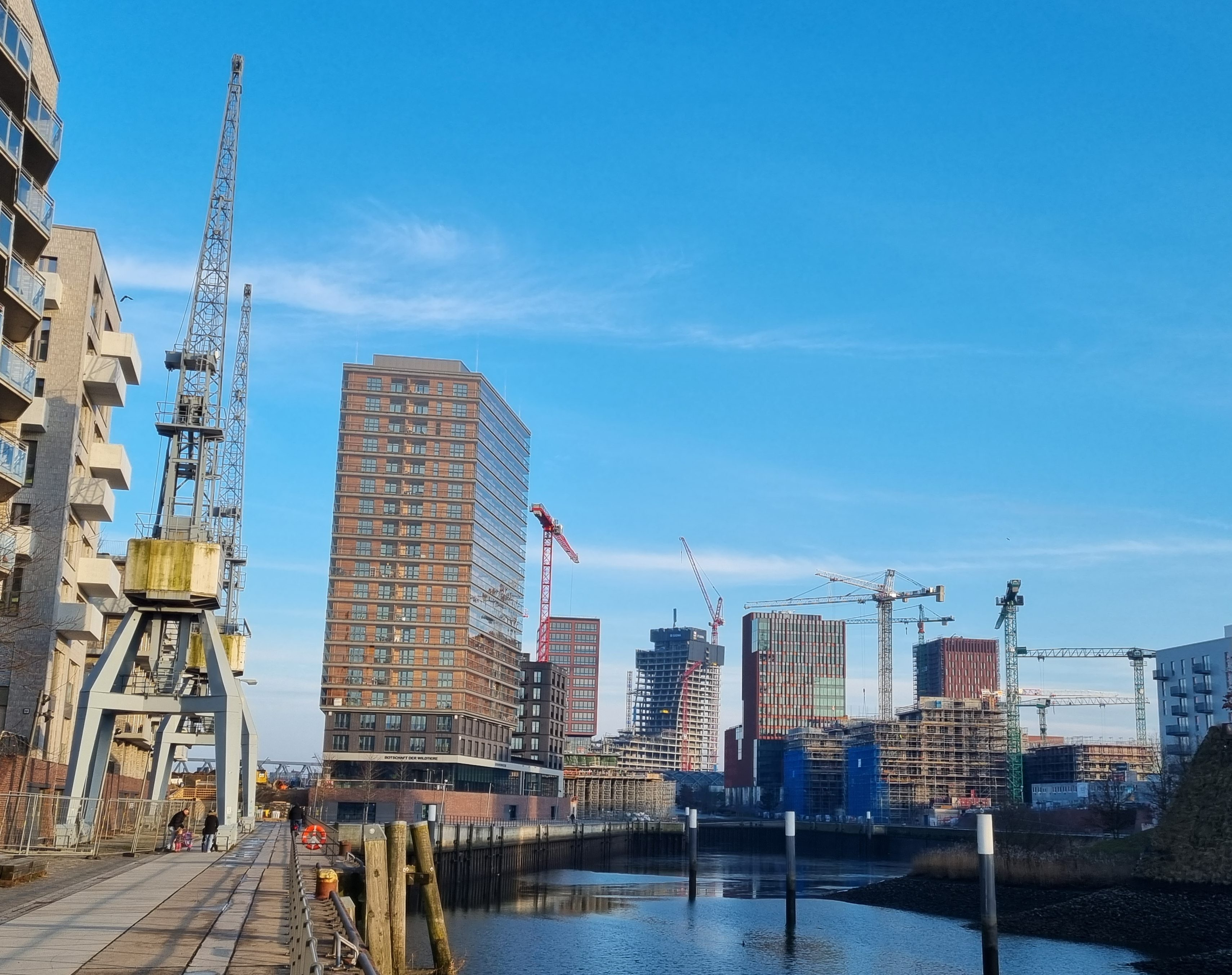
Elbbrückenquartier im Februar 2025

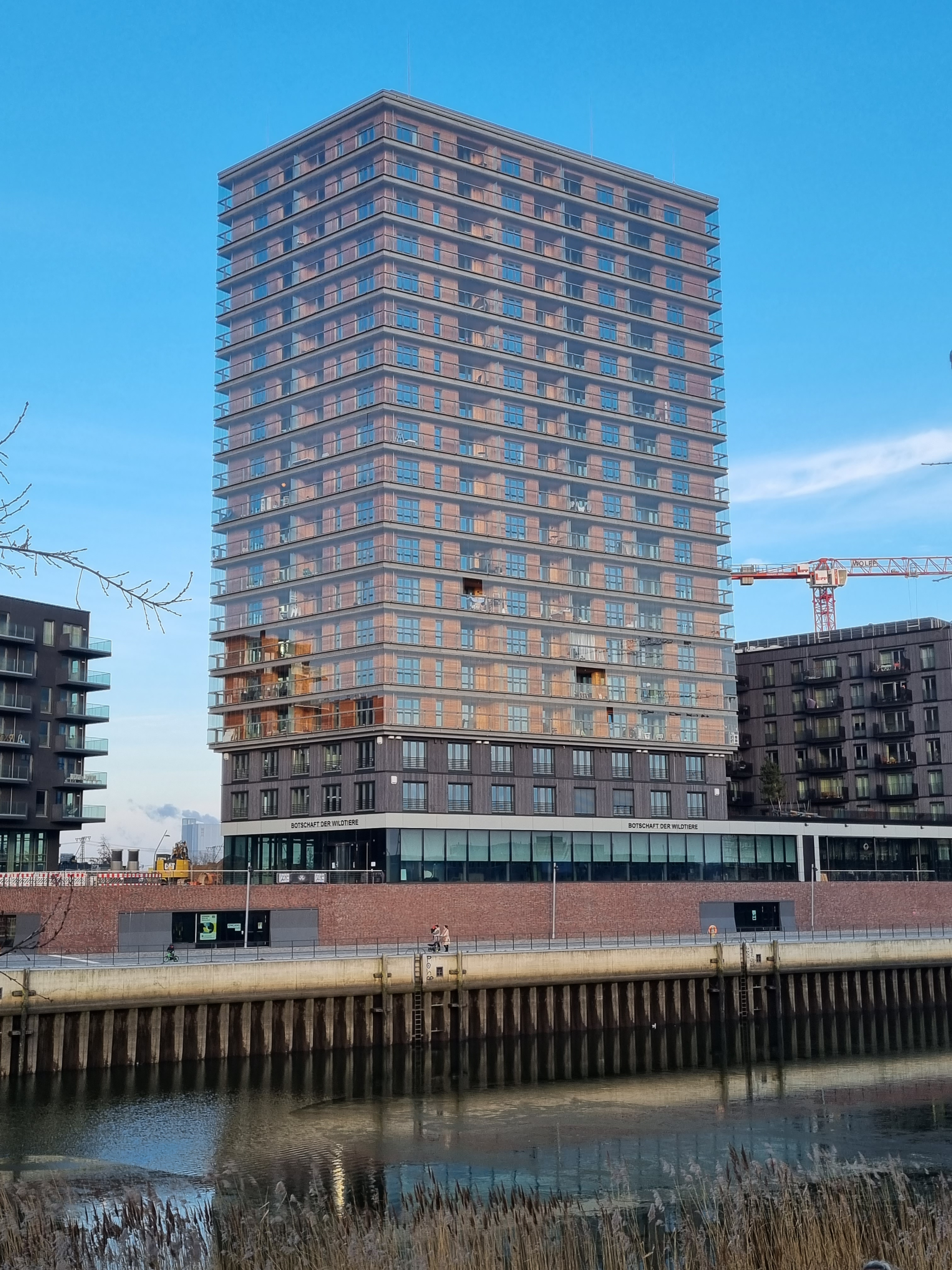
Das Roots ist das höchste Holzhochhaus Deutschlands

Von den beiden Bürohochhäusern des Projektentwicklerfirma Edge an der Westseite des Amerigo-Vespucci-Platzes weist der nördliche Turm eine Besonderheit auf: er ragt über die Grundfläche des Gebäudes hinaus. Das 15-stöckige Hochhaus wurde im Sommer 2024 an die Pimco Prime Real Estate verkauft, die bereits in Berlin einen Bau von Edge gekauft hat. Eine weitere signifikante bauliche Besonderheit des Elbbrückenquartiers ist das Holzhochhaus Roots, das direkt am Baakenhafen steht und somit als Teil des „Entrees“ zum Quartier fungiert. Die Bauarbeiten für das Projekt wurden im Jahr 2020 aufgenommen und am 23. August 2023 wurde Richtfest gefeiert. Bis auf das Erdgeschoss und die ersten beiden Obergeschosse wurde das 20-geschossige Hochhaus in Holzbauweise errichtet. Es handelt sich beim Roots um das höchste Holzhochhaus Deutschlands. Im Gebäude befinden sich neben mehr als Hundert Eigentumswohnungen zudem einige öffentlich geförderte Mietwohnungen. Das Roots ist zudem Sitz der Deutschen Wildtier Stiftung, die dort die interaktive Multi-Media Ausstellung Botschaft der Wildtiere betreibt.
Am gegenüberliegenden Ufer des Baakenhafens wurde das Bauprojekt Tide als kombiniertes Wohn- und Kulturobjekt realisiert. Neben den beiden Wohntürmen Beat und Pulse mit Luxus-Eigentumswohnungen umfasst das Projekt Tide zudem ein Studentenwohnheim mit fast 400 Wohneinheiten sowie ein Museum für digitale Kunst, das Digital Arts Museum. Mitte Februar 2025 feierte das Studierendenwerk Hamburg Richtfest im neuen Wohnheim. Gemeinsam mit der Stadt Hamburg und unterstützt durch eine KfW-Förderung hatte das Hamburger Studierendenwerk in das Projekt 70 Millionen Euro investiert.
Im Frühjahr 2025 wurde mit dem Aushub für ein Brückenwiderlager im Elbpark Entenwerder begonnen, der am gegenüberliegenden Ufer des Oberhafen-Kanals liegt. Dies war der Baubeginn für eine Radfahrer- und Fußgängerbrücke, die das Elbbrückenquartier zukünftig mit dem Stadtteil Rothenburgsort verbinden soll. Über die 135 Meter lange und 7 Meter breite Brücke werden zwei Radwege – einer in jede Richtung – und ein Fußgängerweg führen.

### Gescheiterte Pläne
Als Endpunkt der Fertigstellung des Elbbrückenquartiers und somit baulicher Abschluss der gesamten HafenCity war der Elbtower vorgesehen. Die Fortführung des als 245 m hoch geplanten Baus wurde im Herbst 2023 infolge des Konkurses des Bauherrn bei einer Höhe von 100 m zunächst gestoppt. In Bezug auf Olaf Scholz, der als Hamburger Bürgermeister das Konzept maßgeblich gefördert hatte, erhielt der Rohbau den Beinamen „Kurzer Olaf“.   Neben den nicht umgesetzten Plänen für den Elbtower gab es allerdings noch weitere Rückschläge bei der Entwicklung des Elbbrückenquartiers. Das Hamburger Logistik-Unternehmen VTG kündigte im Jahr 2022 an, den Firmensitz in ein Bürogebäude in der Versmannstraße zu verlegen. Im Juli 2024 wurde jedoch bekannt, dass VTG, die als „Ankermieter“ für das 180 Millionen Euro teure Bürogebäude vorgesehen waren, vom Mietvertrag zurücktreten. Im Jahr 2019 kündigte die Hamburger ECE Group an, im Elbbrückenquartier ein Kongresshotel zu errichten, das mit mehr als 650 Zimmern das größte Hotel seiner Art in Hamburg sein sollte. Im Frühjahr 2023 trat die ECE Group jedoch von diesem Vorhaben zurück.

## ÖPNV

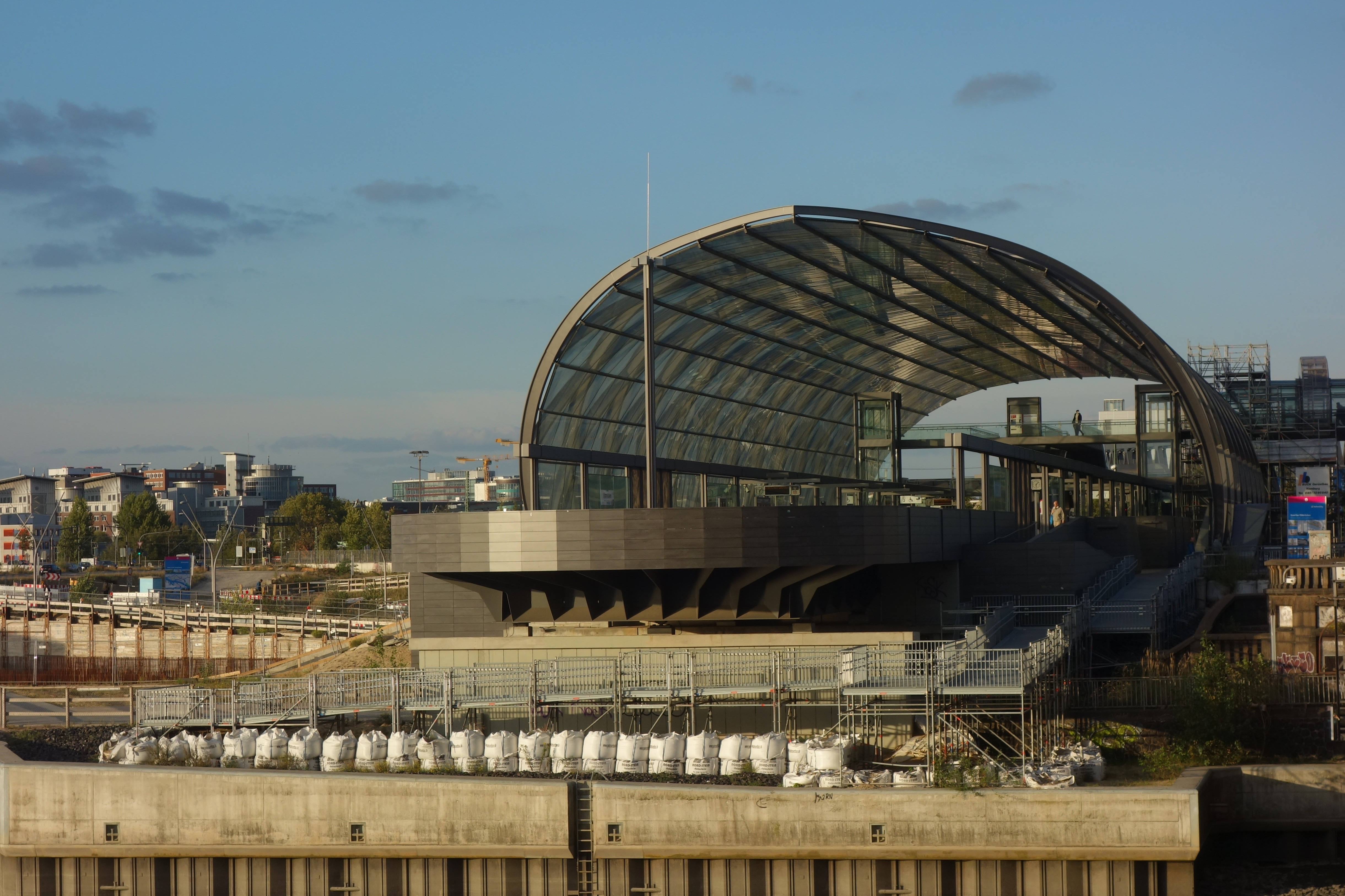
U-Bahnhof Elbbrücken

Zentraler Träger des ÖPNV ist die U-Bahn-Linie U4, die über ihren vorherigen Endhaltepunkt HafenCity Universität hinaus verlängert wurde und eine neue Haltestelle im Quartier direkt vor der Elbbrücke erhielt. Die Strecke wurde hierzu östlich von HafenCity Universität zunächst unterirdisch weitergeführt und tritt im Bereich der östlichen Versmannstraße an die Oberfläche, um die ebenfalls oberirdisch gelegene (vorläufige) Endhaltestelle Elbbrücken zu erreichen, die im Dezember 2018 eröffnet wurde. Damit wurde gegen eine weiter westlich gelegene Alternativstation Baakenhafen entschieden. Für die gewählte Lösung spricht vor allem die Verknüpfung mit der S-Bahn und die Nähe zum Elbbrückenzentrum. Die benachbarte S-Bahn-Station wurde im Dezember 2019 in Betrieb genommen. Die Bauarbeiten hatten im Jahr 2017 begonnen und insgesamt rund 70 Millionen Euro gekostet. Die S-Bahn-Station steht auf 250 Betonpfeilern und ist über eine bedachte Glasbrücke, dem sogenannten Skywalk, mit der U-Bahnstation verbunden. In der Vergangenheit war für die Erschließung vornehmlich die Einrichtung einer neuen S-Bahn-Station vorgesehen, die den Projektnamen Zweibrückenstraße trug. Sie entsprach im Wesentlichen dem im Konzept vorgeschlagenen Verknüpfungspunkt mit der U-Bahn.